# Murilo Furtado

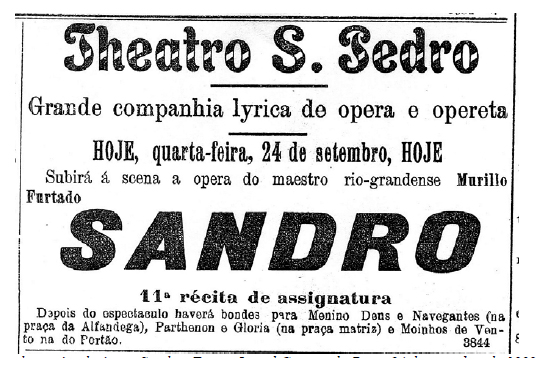
Anúncio no Correio do Povo da estréia da ópera Sandro de Murillo Furtado

Murilo Furtado (Porto Alegre, 1873 — Porto Alegre, 1958) foi um músico, compositor e professor brasileiro.

## Biografia e carreira
Com nove anos de idade, Murilo já estudava violino, teoria musical, harmonia e contraponto, sendo discípulo dos italianos Giuseppe Panise e Thomaz Legori. Continuou seus estudos por conta própria depois de terminar o curso com eles, analisando a produção européia romântica, dando grande atenção às óperas veristas.
Numa das apresentações de uma companhia italiana de ópera no Theatro São Pedro, conheceu Arturo Evangelisti, que seria o futuro libretista da ópera Sandro, de Furtado, a primeira de autor brasileiro a ser representada na cidade. Furtado também foi professor do curso de música do antigo Instituto Livre de Bellas-Artes, o antecessor do atual Instituto de Artes da UFRGS.

### Sandro
Sandro é uma ópera verista cujo enredo descreve uma sequência dos acontecimentos narrados na ópera Cavalleria Rusticana, de Pietro Mascagni. Tem dois atos, num total de 15 cenas mais uma abertura no início e um prelúdio entre as duas partes. Foi escrita para sete solistas, coro e orquestra constituída por 2 flautas, 2 oboés, 2 clarinetes, 1 fagote, 2 trompas, 2 trompetes, 2 trombones, tímpanos, percussão (caixa, gran cassa, pratos e tam-tam), 1 harpa e cordas (primeiros violinos, segundos violinos, violas, violoncelos e contrabaixos). O libreto traz os personagens já existentes na Cavalleria Rusticana, salvo Turiddu, e introduziu três novos: Sandro (irmão de Turiddu), Rocco (amigo de Mamma Lucia) e Michele (amigo de Sandro).
Estreou em 24 de setembro de 1902, durante a primeira temporada lírica do século XX no Rio Grande do Sul, montada pela Companhia Lírica Italiana, do empresário Ferrari, sendo regente o próprio compositor. Notas da imprensa da época falam de um estrondoso sucesso:
"… ao término da função, Murillo Furtado foi alvo de consagradora homenagem do público que o acompanhou a casa em cortejo, precedido de bandas de música e iluminado por fogos de bengala. Após saudação do Prof. Pedro Borges, o compositor abre as portas de sua residência para oferecer uma festa onde o sutil espocar do champanhe era abafado pela explosão do foguetório na periferia." 